# 陈云华
陈云华（1952年—），江苏建湖人，汉族，中华人民共和国政治人物、第十二届全国人民代表大会江苏地区代表。
毕业于盐城师范专科学校中文科专业，加入中国共产党。2013年，被选为全国人大代表。